# Susie Wolff
Suzanne „Susie“ Wolff, MBE (geb. Stoddart; geboren am 6. Dezember 1982) ist eine ehemalige britische Rennfahrerin aus Schottland. Ihre Eltern, John und Sally Stoddart, besaßen ein Motorradgeschäft in Oban, und ihr Vater fuhr Motorradrennen.
Sie schlug eine Laufbahn im Motorsport ein. Nach ihren Anfängen im Kartsport wechselte sie in die Formel Renault und dann in die Formel 3, bevor sie für Mercedes-Benz in der DTM antrat. Im Jahr 2012 wurde sie von Williams als Entwicklungsfahrerin in der Formel 1 verpflichtet und schrieb beim Großen Preis von Großbritannien 2014 in Silverstone Geschichte, als sie als erste Frau seit 22 Jahren an einem Formel-1-Rennwochenende teilnahm. Am 4. November 2015 gab Wolff ihren Rücktritt vom Motorsport bekannt. Ihr letztes Rennen war das Race of Champions Ende November.
Seit 2016 ist Wolff als Analystin für die Formel-1-Berichterstattung des britischen Channel 4 tätig. 2018 wurde sie Teamchefin bei Venturi Racing in der Formel E; für das Team war sie bis August 2022 tätig.

## Karriere

### Kartsport
Wolff begann bereits im Alter von acht Jahren mit dem Kartsport. 1996 wurde sie zur britischen Kartfahrerin des Jahres gewählt. 1997 trat sie in verschiedenen Kartsport-Kategorien an und war in den meisten erfolgreich. Sie war Erste in der 24-Stunden-Kartmeisterschaft im Mittleren Osten. Darüber hinaus holte sie den Titel sowohl in der schottischen Junior-Intercontinental-A-Kartmeisterschaft als auch in der schottischen Open-Junior-Intercontinental-A-Kartmeisterschaft und wurde erneut als britische Kartfahrerin des Jahres gewürdigt.
1998 stieg sie in die britische Junior-Intercontinental-A-Kartmeisterschaft auf und beendete ihre erste Saison als Zehnte. Darüber hinaus belegte sie den 11. Platz in der europäischen Federation Cup Intercontinental-A-Kartmeisterschaft. In der dritten Saison in Folge wurde sie zur britischen Kartfahrerin des Jahres gewählt.
Im darauffolgenden Jahr nahm sie an der britischen Formel-A-Meisterschaft teil und belegte den 13. Platz. Zudem war sie 34. in der Formel-A-Weltmeisterschaft und wurde zum vierten Mal als britische Kartfahrerin des Jahres ausgezeichnet.
2000 verbesserte Wolff ihre bisherigen Leistungen weiter. Sie belegte den 10. Platz in der britischen Formel-A-Meisterschaft und den 15. Platz in der Formel-A-Weltmeisterschaft. Später wurde sie zur besten Kartfahrerin der Welt ernannt.

### Formel Renault
2001 wechselte Wolff vom Kart- in den Formelsport und sammelte erste Erfahrungen in der Winterserie der Formel Renault, in der sie für das Motaworld Racing Team antrat. Im folgenden Jahr gab sie mit DFR Racing ihr Debüt in der britischen Formel-Renault-Meisterschaft. Darüber hinaus trat sie mit Motaworld erneut in der Winterserie der Formel Renault an.
In der Saison 2003 belegte Wolff den neunten Platz in der britischen Formel-Renault-Meisterschaft und erzielte ihre erste Podiumsplatzierung. Für ihre Leistungen wurde sie als eine der Finalisten des prestigeträchtigen BRDC McLaren Autosport Young Driver of the Year Award gewürdigt. Wolff wurde außerdem zum BRDC Rising Star of the Year gewählt.
Ihre dritte Saison in der britischen Formel-Renault-Meisterschaft 2004 bestritt Wolff für Comtec Racing. Sie wurde Fünfte in der Gesamtwertung, holte drei Podiumsplätze und Punkte in 19 der 20 Saisonrennen.

### Formel 3 (2005)
2005 gab Wolff ihr Debüt in der Britischen Formel-3-Meisterschaft und trat mit Alan Docking Racing in der Championship-Kategorie an. Ihre Saison wurde durch eine Knöchelverletzung, die sie sich im Winter zugezogen hatte, unterbrochen. Ferner nahm Wolff im Juni einmalig am Porsche Carrera Cup Great Britain in Brands Hatch teil.

### DTM (2006–2012)

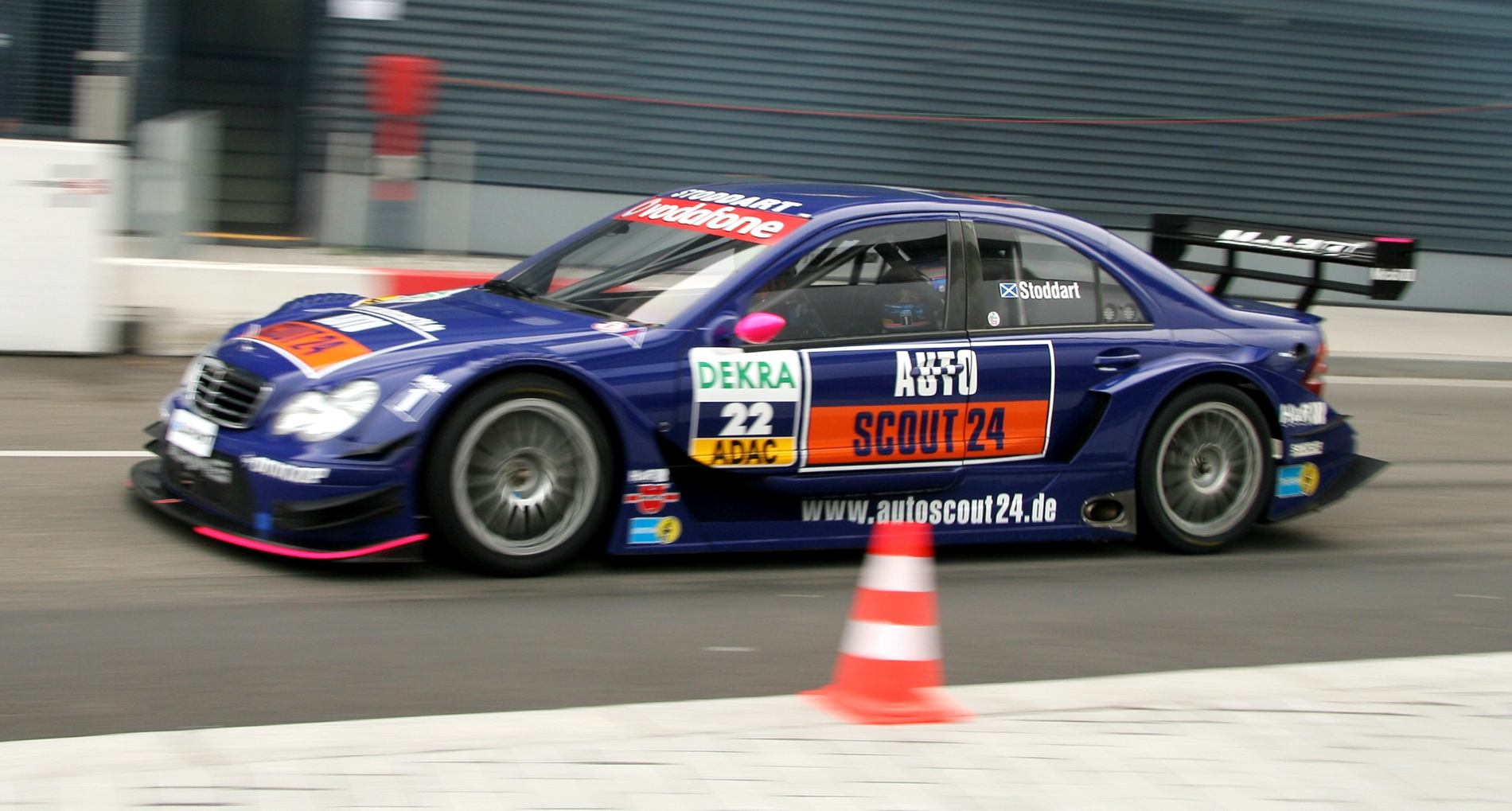
Wolff debütierte 2006 in der DTM

2006 stieg Wolff in die DTM – eine der weltweit größten Tourenwagen-Meisterschaften – auf. Sie trat mit einem Mercedes-Benz C-Klasse Coupé aus dem Jahr 2004 von Mücke Motorsport an und beendete ihre Debütsaison beim Finale auf dem Hockenheimring mit Platz neun.
Die DTM-Saison 2007 bestritt Wolff erneut mit Mücke Motorsport. Ihr bestes Ergebnis erzielte sie im italienischen Mugello, wo sie als Zehnte über die Ziellinie fuhr. Zum Ende der Saison verließ sie Mücke Motorsport und wechselte für die Saison 2008 zu Persson Motorsport.

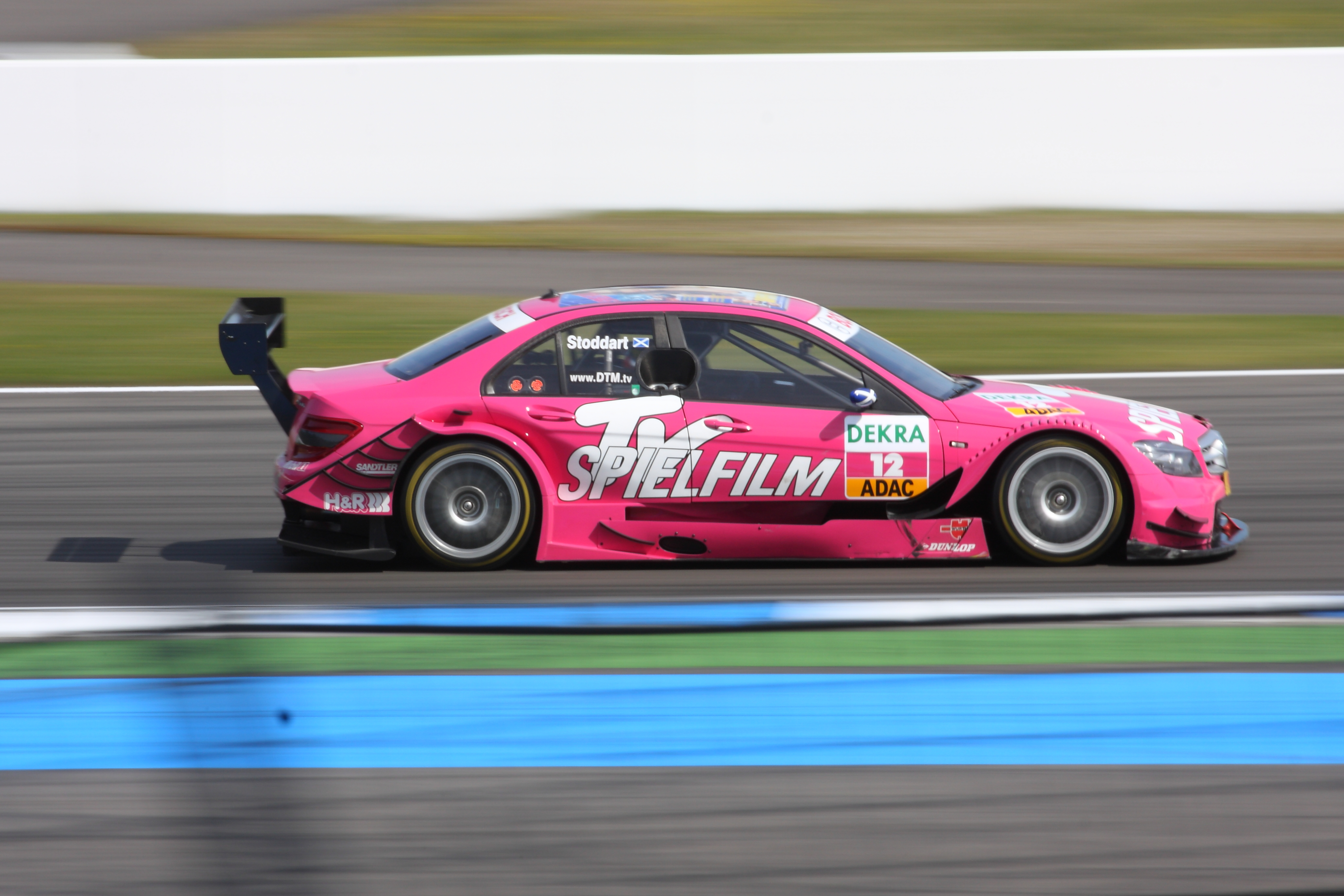
Wolff in einer AMG-Mercedes C-Klasse von Persson Motorsport auf dem Hockenheimring 2010

Mit einem 2007er-Auto fuhr Wolff im Juni 2008 beim Rennen auf dem Norisring mit Platz 10 ihr bestes Ergebnis ein. 2009 erreichte sie dieses Ergebnis erneut an zwei Rennwochenenden, auf dem Norisring und in Oschersleben.
2010 wurde die beste Saison von Susi Wolff in der DTM, ihre dritte mit Persson Motorsport. Nach einem siebten Platz auf dem Lausitzring konnte sie auf dem Hockenheimring an diese Leistung anknüpfen und die Saison mit vier Punkten und Platz 13 in der Fahrerwertung abschließen.
Wolff fuhr weitere zwei Jahre für Persson Motorsport in der DTM und gab vor dem Finale 2012 auf dem Hockenheimring ihren Abschied aus der Meisterschaft bekannt. Damit beendete sie ihre siebenjährige DTM-Karriere, um sich ausschließlich auf ihre Aufgabe als Formel-1-Testfahrerin für Williams zu konzentrieren.

### Formel 1

#### Williams (2012–2015)

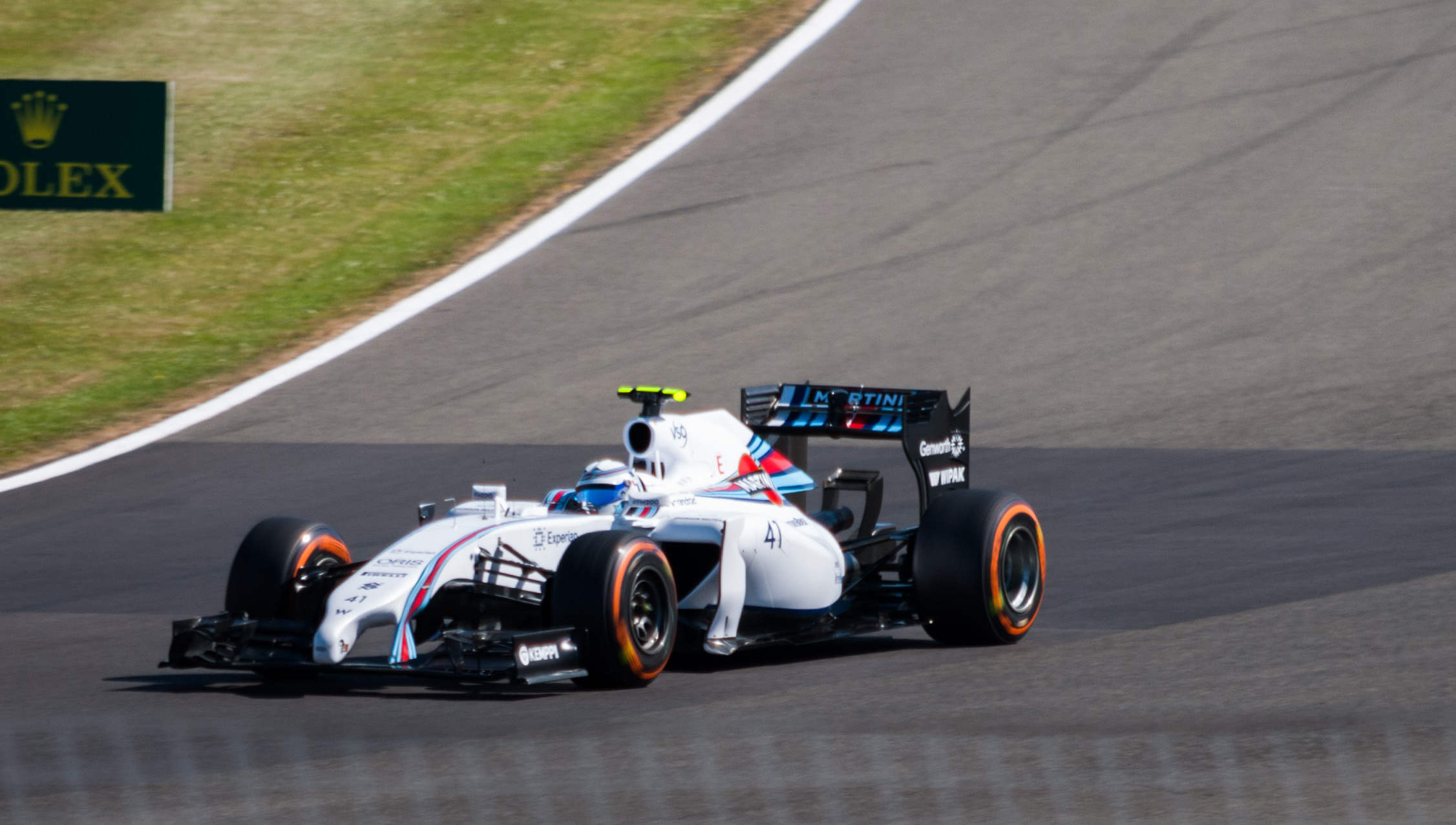
Wolff im Training zum Großen Preis von Großbritannien 2014

Am 11. April 2012 wurde Wolff als Entwicklungsfahrerin für das Williams F1 Team benannt. 2014 gab Williams bekannt, dass Wolff in zwei freien Trainings beim Großen Preis von Großbritannien und Großen Preis von Deutschland fahren würde. Beim Großen Preis von Großbritannien in Silverstone nahm Wolff als erste Frau seit 1992 an einem Formel-1-Wochenende teil. Damals unternahm Giovanna Amati drei erfolglose Qualifikationsversuche beim Grand Prix.
Wolffs Zeit auf der Strecke wurde jedoch verkürzt, da nach nur einer gezeiteten Runde ein Motorproblem auftrat. Am 18. Juli 2014 bestritt Wolff ein freies Training beim Großen Preis von Deutschland, das ebenfalls mit Problemen am Auto begann. Diese Probleme wurden behoben, und Wolff zeigte eine gute Leistung. Sie beendete die Session auf Platz 15 von 22 Fahrzeugen mit einer Zeit von 1:20,769, nur zwei Zehntelsekunden hinter der Zeit ihres Teamkollegen Felipe Massa, der mit 1:20,542 auf Platz 11 landete.
Am 28. November 2014 gab Williams bekannt, dass Wolff für die Saison 2015 in einer erweiterten Rolle als Testfahrerin beim Team bleiben würde, wobei ihre Aufgaben auf zwei Freitags-Trainings und zwei Testfahrten ausgebaut wurden. Nach ihrer Teilnahme an den Vorsaisontests der Formel 1 fuhr Wolff im ersten Training zum Großen Preis von Spanien eine Runde in einer Zeit von 1:29,708. Im Training zum Großen Preis von Großbritannien saß sie wieder am Lenkrad und belegte mit einer Zeit von 1:37,242 einen respektablen 13. Platz von 20 Fahrzeugen.
Am 4. November 2015 verkündete Wolff in der BBC, dass sie sich aus der Formel 1 zurückziehen werde, da sie das Gefühl habe, so weit gekommen zu sein wie möglich. Jedoch äußerte sie die Absicht, andere Frauen im Motorsport zu unterstützen. Wolff gab bekannt, dass sie beim Race of Champions 2015 Ende November ein letztes Mal antreten werde, um Schottland an der Seite des ehemaligen Formel-1-Piloten David Coulthard zu vertreten, bevor sie sich anschließend aus allen Formen des Motorsports zurückziehen würde.

#### Mercedes (seit 2016)
2016 übernahm Wolff die Aufgabe als Botschafterin von Mercedes.

### Formel E (seit 2018)
2018 stieg Wolff als Teamchefin und Teilhaberin bei Venturi Racing in der Formel E ein.
Unter Wolffs Leitung erlebte das monegassische Team in der Saison 2018–19 seine bisher erfolgreichste Saison, in der es 88 Punkte sammelte und den achten Platz belegte. Nach dem ersten Sieg beim Hongkong E-Prix konnte das Team zwei weitere Podiumsplätze erringen.
Für Saison 6 ging Venturi eine Partnerschaft mit Mercedes-Benz für den Antriebsstrang ein.

### Race of Champions
Das Race of Champions plante die erstmalige Teilnahme einer Fahrerin, als Wolff sich für das ROC 2013 anmeldete, das am 14. und 15. Dezember im Rajamangala Stadium in Bangkok stattfinden sollte. ROC-Mitbegründerin Michèle Mouton, die erfolgreichste Rallyefahrerin der Welt, begrüßte die Nachricht sehr. Anfang Dezember 2013 wurde die Veranstaltung jedoch aufgrund der politischen Lage in Bangkok abgesagt.
Beim Race of Champions 2014 in Barbados konnte die Paarung Wolff-Coulthard als Team United Kingdom antreten. Sie erreichten das Finale der Nationenwertung, mussten sich aber gegen das Team Nordic geschlagen geben. Wolff verlor gegen Tom Kristensen im Audi R8 LMS Ultra. Coulthard konnte sich gegen Petter Solberg im VW Polo RX durchsetzen, verlor jedoch im Tie Break gegen Kristensen im Ariel Atom Cup. Im Drivers’ Cup schied Wolff in der Gruppenphase aus.
Das Race of Champions 2015 wurde im Olympiastadion in London ausgetragen, und Wolff trat erneut mit David Coulthard als Team Schottland an. In der Nationenwertung verpasste das Paar den Einzug ins Halbfinale und schied gegen Team England 2 aus. Wolff verlor im Mercedes-AMG GT S gegen Alex Buncombe. Coulthard musste sich gegen Jenson Button im KTM X-Bow geschlagen geben. Wolff schied in der ersten Runde des Drivers’ Cup gegen ihren Teamkollegen Coulthard aus und beendete damit zum Ende der Saison 2015 ihre professionelle Laufbahn im Motorsport.

### Dare To Be Different
Nach ihrem Rücktritt vom Motorsport gründete Wolff zusammen mit dem CEO der Motor Sports Association Rob Jones Dare to be Different. Der gemeinnützige Verein, der am 14. Januar 2016 auf der Autosport International im National Exhibition Centre im englischen Birmingham offiziell vorgestellt wurde, hat sich zum Ziel gesetzt, den Anteil von Frauen im Motorsport zu erhöhen.
Mit Veranstaltungen im gesamten Vereinigten Königreich lädt die Initiative Schulmädchen im Alter von acht bis 14 Jahren ein, an Aktivitäten rund um den Motorsport teilzunehmen. Dare to be Different hat eine Reihe von Botschafterinnen, darunter die ehemalige stellvertretende Williams Formel-1-Teamchefin Claire Williams, die Sky Sports News- und Sky Sports F1-Moderatorin Rachel Brookes und die Rennfahrerin Tatiana Calderón.
Im Februar 2019 schloss sich Dare to be Different mit der FIA Girls on Track-Initiative zusammen, um ein breiteres Publikum zu erreichen und das Bewusstsein für die Chancen von Mädchen im Motorsport zu schärfen. Die erste gemeinsame Veranstaltung von FIA Girls on Track – Dare to be Different fand im Rahmen des Mexiko-Stadt E-Prix 2019 im Autódromo Hermanos Rodríguez statt.

### F1 Academy
Seit dem 1. März 2023 leitet die die F1 Academy als Managing Director.

## Persönliches
Susie Wolff ist seit Oktober 2011 mit Toto Wolff (* 1972), Motorsportchef bei Mercedes, verheiratet. Das Paar lebt in Oxford und in Ermatingen am Bodensee. Am 10. April 2017 wurde ihr Sohn geboren.

## Auszeichnungen
Am 8. Oktober 2013 wurde Wolff „in Anerkennung ihrer Rolle als Botschafterin für Frauen im Sport“ ein Ehrenstipendium der Universität Edinburgh verliehen. 2001 hatte sie ihr Studium an der Edinburgh Business School unterbrochen, um eine Profilaufbahn einzuschlagen. Wolff stand auf der zu Neujahr veröffentlichten „Liste der Ehrungen“ der Queen 2017 und wurde für ihre Verdienste um Frauen im Sport zum Member of the Order of the British Empire (MBE) ernannt.

## Statistik

### Karrierestationen
- 1996–2001: Kartsport
- 2000: Britische Formel Ford
- 2002: Britische Formel Renault (Platz 18)
- 2003: Britische Formel Renault (Platz 9)
- 2003: Britische Formel Renault, Winterserie (Platz 17)
- 2004: Britische Formel Renault (Platz 5)
- 2005: Britische Formel 3 (Platz 18)
- 2005: Britischer Porsche Carrera Cup
- 2006: DTM
- 2007: DTM
- 2008: DTM
- 2009: DTM
- 2010: DTM (Platz 13)
- 2011: DTM
- 2012: DTM
- 2012: Formel 1 (Testfahrerin)
- 2013: Formel 1 (Testfahrerin)
- 2014: Formel 1 (Testfahrerin)
- 2015: Formel 1 (Testfahrerin)

### Einzelergebnisse in der DTM
| Saison | Team               | Hersteller | 1   | 2   | 3   | 4   | 5   | 6   | 7   | 8   | 9   | 10  | 11  | Punkte | Rang |
| ------ | ------------------ | ---------- | --- | --- | --- | --- | --- | --- | --- | --- | --- | --- | --- | ------ | ---- |
| 2006   | Mücke Motorsport   | Mercedes   | HO1 | LAU | OSC | BRH | NOR | NÜR | ZAN | BAR | LEM | HO2 |     | –      | —    |
| 2006   | Mücke Motorsport   | Mercedes   | 10  | 15  | 15  | 16  | 14  | DNF | 12  | 15  | 13  | 9   |     | –      | —    |
| 2007   | Mücke Motorsport   | Mercedes   | HO1 | OSC | LAU | BRH | NOR | MUG | ZAN | NÜR | BAR | HO2 |     | –      | —    |
| 2007   | Mücke Motorsport   | Mercedes   | DNF | 16  | 12  | 16  | 16  | 10  | 17  | 18  | DNF | 14  |     | –      | —    |
| 2008   | Persson Motorsport | Mercedes   | HO1 | OSC | MUG | LAU | NOR | ZAN | NÜR | BRH | BAR | LEM | HO2 | –      | —    |
| 2008   | Persson Motorsport | Mercedes   | 16  | 14  | 15  | 17  | 10  | 15  | 12  | 19  | DNF | 12  | DNF | –      | —    |
| 2009   | Persson Motorsport | Mercedes   | HO1 | LAU | NOR | ZAN | OSC | NÜR | BRH | BAR | DIJ | HO2 |     | –      | —    |
| 2009   | Persson Motorsport | Mercedes   | DNF | 11  | 10  | 11  | 10  | 11  | 13  | 15  | 14  | 16  |     | –      | —    |
| 2010   | Persson Motorsport | Mercedes   | HO1 | VAL | LAU | NOR | NÜR | ZAN | BRH | OSC | HO2 | ADR | SHA | 4      | 13.  |
| 2010   | Persson Motorsport | Mercedes   | 11  | 10  | 7   | 15  | DNF | 15  | DNF | 10  | 7   | 15  | 11  | 4      | 13.  |
| 2011   | Persson Motorsport | Mercedes   | HO1 | ZAN | SPI | LAU | NOR | NÜR | BRH | OSC | VAL | HO2 |     | –      | —    |
| 2011   | Persson Motorsport | Mercedes   | 12  | 12  | 13  | DNS | 13  | 14  | 14  | DNF | 11  | 15  |     | –      | —    |
| 2012   | Persson Motorsport | Mercedes   | HO1 | LAU | BRH | SPI | NOR | NÜR | ZAN | OSC | VAL | HO2 |     | –      | —    |
| 2012   | Persson Motorsport | Mercedes   | 12  | 21  | 20* | 14  | DNF | 17  | 12  | DNF | 13  | 13  |     | –      | —    |

| Legende  | Legende            | Legende                                                          |
| Farbe    | Abkürzung          | Bedeutung                                                        |
| -------- | ------------------ | ---------------------------------------------------------------- |
| Gold     | –                  | Sieg                                                             |
| Silber   | –                  | 2. Platz                                                         |
| Bronze   | –                  | 3. Platz                                                         |
| Grün     | –                  | Platzierung in den Punkten                                       |
| Blau     | –                  | Klassifiziert außerhalb der Punkteränge                          |
| Violett  | DNF                | Rennen nicht beendet (did not finish)                            |
| Violett  | NC                 | nicht klassifiziert (not classified)                             |
| Rot      | DNQ                | nicht qualifiziert (did not qualify)                             |
| Rot      | DNPQ               | in Vorqualifikation gescheitert (did not pre-qualify)            |
| Schwarz  | DSQ                | disqualifiziert (disqualified)                                   |
| Weiß     | DNS                | nicht am Start (did not start)                                   |
| Weiß     | WD                 | zurückgezogen (withdrawn)                                        |
| Hellblau | PO                 | nur am Training teilgenommen (practiced only)                    |
| Hellblau | TD                 | Freitags-Testfahrer (test driver)                                |
| ohne     | DNP                | nicht am Training teilgenommen (did not practice)                |
| ohne     | INJ                | verletzt oder krank (injured)                                    |
| ohne     | EX                 | ausgeschlossen (excluded)                                        |
| ohne     | DNA                | nicht erschienen (did not arrive)                                |
| ohne     | C                  | Rennen abgesagt (cancelled)                                      |
| ohne     | keine WM-Teilnahme |                                                                  |
| sonstige | P/fett             | Pole-Position                                                    |
| sonstige | 1/2/3/4/5/6/7/8    | Punktplatzierung im Sprint-/Qualifikationsrennen                 |
| sonstige | SR/kursiv          | Schnellste Rennrunde                                             |
| sonstige | *                  | nicht im Ziel, aufgrund der zurückgelegten Distanz aber gewertet |
| sonstige | ()                 | Streichresultate                                                 |
| sonstige | unterstrichen      | Führender in der Gesamtwertung                                   |

## Belege
1. ↑  Order of the Companions of Honour 2017. Abgerufen am 25. Dezember 2019 (englisch).
2. ↑  “Susie Wolff to remain with Persson Mercedes squad in DTM”, autosport.com, 9. März 2012
3. ↑  Dominik Sharaf: „Gruppenbild künftig ohne Dame: Aus für Wolff“. Motorsport-Total.com, 19. Oktober 2012, abgerufen am 24. Oktober 2012.
4. ↑  Christian Nimmervoll: Susie Wolff: Eine Frau im Williams-Cockpit. Motorsport-Total.com, 11. April 2012, abgerufen am 4. November 2015.
5. ↑  Norman Fischer: Susie Wolff auch 2013 bei Williams. Motorsport-Total.com, 28. Januar 2013, abgerufen am 28. Januar 2013.
6. ↑  Christoph Becker: Formel 1: „Nein, nein, nein, so geht es nicht zu Ende“. FAZ, 18. Juli 2014, abgerufen am 4. November 2015.
7. ↑  Williams confirms Susie Wolff to retire from Motorsport. Williams F1, 4. November 2015, archiviert vom Original (nicht mehr online verfügbar) am 6. November 2015; abgerufen am 4. November 2015.
8. ↑  Matt Kew: Susie Wolff appointed managing director of F1 Academy. In: Autosport.com. Motorsport Network, März 2023, abgerufen am 1. März 2023 (englisch).
9. ↑  Land und Menschen: Toto Wolff fühlt sich wohl in England. Abgerufen am 9. April 2022.
10. ↑  Ex-Williams F1 test driver Susie Wolff made MBE in New Year Honours, autosport.com, 31. Dezember 2016
11. ↑  Rob La Salle: Orden für Susie Wolff: Fans höhnen über Auszeichnung, Speedweek, 31. Dezember 2016

| Personendaten    | Personendaten                |
| ---------------- | ---------------------------- |
| NAME             | Wolff, Susie                 |
| ALTERNATIVNAMEN  | Stoddart, Susie              |
| KURZBESCHREIBUNG | britische Rennfahrerin       |
| GEBURTSDATUM     | 6. Dezember 1982             |
| GEBURTSORT       | Oban, Vereinigtes Königreich |